# José Miguel de Azaola
José Miguel de Azaola Urigüen (Bilbao, España, 6 de mayo de 1917 - Alcalá de Henares, España, 8 de septiembre de 2007) fue un pensador español, cuyas obras y análisis recogen su interés y conocimiento de muy diversos temas: Europa y su construcción, el federalismo, Unamuno y, en particular, el País Vasco, sobre el que escribió su obra primordial: Vasconia y su destino.

## Biografía

### Origen familiar
José Miguel de Azaola nace en el número 17 de Alameda Mazarredo de Bilbao. Por línea paterna los Azaola eran comerciantes con casa y tienda de comestibles en el Casco Viejo bilbaíno: “Bacalaos Azaola” estaba situada en los soportales de la Ribera, esquina con Carnicería Vieja. El abuelo de José Miguel, a quien este admiraba por sus hazañas y por su culto a la causa liberal, era Miguel Azaola y Basagoitia, que había luchado en el último sitio de Bilbao enrolado en el batallón de voluntarios civiles, los llamados “auxiliares” y fue concejal y teniente de alcalde del Ayuntamiento de Bilbao a finales del siglo XIX (entre 1890 y 1899). En cuanto a los Urigüen, originarios de Rigoitia (Bizkaia), el abuelo materno, Braulio Urigüen y Bayo, perteneciente a la burguesía comercial bilbaína, fue también concejal en el ayuntamiento de Bilbao durante los años 1881 y 1883, participó en la constitución de los Altos Hornos de Bilbao y en su consejo de administración,  e impulsó la creación de la Bolsa de Bilbao, siendo presidente de la Cámara de Comercio.

### Estudios
José Miguel tuvo profesores particulares para aprender idiomas y dominaba el francés y el alemán. Leía sin problemas las lenguas clásicas, latín y griego, así como varias románicas: portugués, italiano, gallego y catalán. El inglés lo aprendió más tarde y llegó a hablar correctamente inglés coloquial y leer en inglés literario. En cuanto al euskera, lo conocía y leía pero nunca llegó a hablarlo.

### Relación con Miguel de Unamuno
Sin haber terminado el bachillerato en el Instituto de segunda enseñanza Alfonso XIII, José Miguel inició por libre los estudios de Derecho, aprobando el primer curso en la facultad de Madrid en 1932, con 15 años. En junio de 1935 se fue a Salamanca a examinarse de cuarto curso de Derecho, momento en el que se topó por primera vez con Unamuno, al que irá a visitar a su despacho unos meses después, lo que fomenta su fuerte relación intelectual con el escritor .

### El grupo Álea
El sábado 22 de febrero de 1936, en el mes en el que se celebraron las últimas elecciones legislativas del periodo republicano, se reunió en el café Suizo, centenario establecimiento de la Plaza Nueva de Bilbao, un grupo de diez tertulianos que fundaron el grupo de animación cultural Álea, cuyo significado para unos era el acróstico de Asociación Libre de Ensayos Artísticos y, para otros, sinónimo de suerte o azar. Los fundadores fueron Gustavo de Maeztu, como decano con 49 años, José Miguel de Azaola, como benjamín, con 18, una única mujer, Elisa Martín Córdova, y junto a ellos: Sabino Ruiz Jalón, Francisco de Azaola, Luis Mª Barandiarán, Pablo Bilbao Arístegui, Pedro de Ybarra MacMahon, José de Landecho y Ramón de Ybarra Villabaso. A este grupo inicial se unirían luego hasta 16 personas más, entre otros el joven poeta Blas de Otero. Les interesaba la literatura, la filosofía, la música y el teatro. Entre febrero y mayo de 1936 el grupo organizó diez “charlas íntimas”, que iban de temas de cultura clásica a la preocupación por Europa. Querían fundar una revista, a imitación de Hermes, pero los planes se vieron truncados con el estallido de la Guerra Civil en julio de 1936, en la que murieron, como integrantes del grupo: Lauaxeta, Jaime Delclaux y Francisco de Azaola, mientras otros tuvieron que marchar al exilio. La víspera de la sublevación militar José Miguel, Carlos de Zubiría y Pedro de Ybarra marcharon a Alemania, para asistir a los festivales musicales de Bayreuth y Salzburgo y a los Juegos Olímpicos de Berlín. Supieron del comienzo de la guerra civil en Francia pero decidieron continuar el viaje. Al mes siguiente, de regreso, José Miguel se quedó en casa de una tía en Guéthary, a la espera de ver cómo se desarrollaban los acontecimientos. Para aprovechar el curso 1936-1937, marchó a Friburgo, durante seis meses, donde estudió el sistema político confederal suizo y a donde volvería mucho más tarde de nuevo, tras su jubilación como funcionario de la Unesco en los años setenta.

### Caída de Bilbao
Tras la caída de Bilbao en junio de 1937, su familia le apremió para que regresara y se personara ante las nuevas autoridades. Así lo hizo, quedando alistado en el ejército rebelde. Fue destinado al frente de Teruel, donde sirvió como camillero, al igual que el artista guipuzcoano Nikolas Lekuona, muerto en el frente en 1937 con 24 años. José Miguel pronto cayó enfermo, quedando hospitalizado en Pamplona y tras recuperarse recibió la baja definitiva del ejército. En Bilbao el grupo Álea empezaba a reconstituirse en octubre de 1937. Terminada la guerra, en la primavera de 1939, se reanudaron las primeras lecturas públicas en el café La Concordia y desde marzo de 1940 el grupo se acogió a un salón del hotel Carlton. En el Bilbao de posguerra, más de un centenar de personas pasaron por el grupo Álea. Entre ellos el poeta Blas de Otero, entonces responsable del suplemento “Vizcaya escolar” de El Pueblo Vasco, donde José Miguel publicaría su primer artículo en prensa, en marzo de 1935. En el curso 1940-1941 el grupo realizó 56 reuniones. Álea publicó seis cuadernos literarios de carácter monográfico y con información sobre las actividades del grupo. El número inaugural, de octubre de 1942, estuvo dedicado a Santa Teresa de Jesús. La historia del grupo Álea la describió el propio José Miguel de Azaola en doce artículos consecutivos publicados entre febrero de 1995 y febrero de 1996 en el suplemento Pérgola, del periódico municipal Bilbao que edita el Ayuntamiento de Bilbao.

### Matrimonio y marcha a San Sebastián:Egan
El 20 de mayo de 1942, José Miguel se casa con Pepa Rodríguez-Espina, en la catedral de Santiago de Bilbao, y marchan a vivir a San Sebastián. El grupo Álea siguió funcionando, si bien con menos empuje, de la mano de Antonio Elías, hasta que este se trasladó a Madrid a estudiar la carrera diplomática. El último acto del grupo tuvo lugar en el salón de la Sociedad Filarmónica y consistió en un homenaje a Pasteur, en el mes de diciembre de 1945. Entre 1942 y 1953 el matrimonio residió en San Sebastián donde nacerían sus primeros siete hijos e hijas. El motivo de su traslado fue su contratación por la editorial Pax, de inspiración católica. De ahí pasó pronto a desempeñar funciones de gerente en una empresa pesquera, Alvamar, cuyos barcos, en plena Segunda Guerra Mundial, faenaban en el Gran Sol. Entre 1943 y 1945, durante veinte meses, editó la publicación Lar: revista para la familia. Desde 1948, al calor de la Real Sociedad Vascongada de Amigos del País, entidad cultural que impulsó la primera revista literaria en vascuence y castellano de la posguerra, Egan, en cuyas páginas publicaron gentes tan diversas como Blas de Otero, Manuel Lecuona, Gabriel Celaya, Gabriel Aresti, Fausto Arocena o Luis de Castresana, además del propio José Miguel de Azaola. Abandonó la dirección de Egan en 1952, cuando el editor rechazó la publicación de un poema de su amigo Blas de Otero. De entre los diversos temas que ocuparon la dedicación intelectual de Azaola en su etapa donostiarra comenzaron a destacar dos que le venían interesando desde su juventud: Unamuno y Europa. Ambos le llevaron, por un lado, a mantener una intensa actividad como conferenciante y una frecuente correspondencia con especialistas en estudios unamunianos, y por otro a fundar y dirigir el Centro de Estudios Europeos en el Círculo Cultural y Ateneo Guipuzcoano entre 1950 y 1952. Entre 1949 y 1952 fue miembro del Comité Organizador de las Conversaciones Católicas de San Sebastián junto con Carlos Santamaría Ansa.

### En Madrid y la preocupación por Europa
Sin haber cumplido aún veinte años, Azaola era ya un convencido "paneuropeísta”. En este empeño, a partir de los años cuarenta emprendió la traducción de una obra capital del pensamiento europeísta, la monumental La formación de Europa, del historiador suizo Gonzague de Reynold, publicada en español entre 1947 y 1950. En 1952 se traslada con su ya numerosa familia a vivir a Madrid, para trabajar en la Oficina de Publicaciones del Consejo Superior de Investigaciones Científicas y en el Instituto Nacional del Libro Español, donde ocupa el cargo de jefe del departamento de Asuntos Culturales y es Secretario General de su Consejo de Administración. En Madrid, Azaola retoma su pasión europeísta y funda y dirige el Seminario de Estudios Europeos del Ateneo de Madrid y ocupa la Secretaría de Coordinación de Entidades y Grupos Europeístas de España. Entre 1955 y 1956 Azaola encabezó la efímera Secretaría de coordinación y grupos europeístas de España. Entre 1953 y 1959 fue miembro de la Unión Internacional de Editores y uno de los fundadores de la Organización Internacional para el libro Juvenil (I.B.B.Y.) y de su sección nacional española, llegando a ser vicepresidente de la misma y presidente, de 1960 a 1970, del jurado internacional del premio de literatura juvenil Hans Christian Andersen.

### Vasconiadesde París
En 1963 ingresó como funcionario internacional en la sede central de la UNESCO en París, al frente de la Sección de Planeamiento y Promoción del Servicio de Documentos y Publicaciones, y más tarde, hasta su jubilación en 1977, fundó y desempeñó la dirección del Centro Internacional de Información sobre el Derecho de Autor. En su etapa parisina, José Miguel de Azaola da comienzo a la que sería su principal obra, Vasconia y su destino, un magno análisis global de la historia, la lengua, la cultura, la economía y la sociología vascas, una obra escrita con afán divulgativo aunque por su monumentalidad parezca indicar lo contrario. En el primer tomo de Vasconia y su destino, publicado en 1972 con el subtítulo La regionalización de España, se justifica la necesidad de terminar con la política centralista, ya que "redunda en perjuicio y desprestigio de la función pública y contribuye a fomentar en la ciudadanía la irresponsabilidad, la indiferencia y la despreocupación por la vida de la colectividad".
Haciendo uso de un argumentario primordialmente técnico, Azaola propugna en Vasconia y su destino la idoneidad de un amplio desarrollo regional para España en el que inscribe la solución a algunos de los problemas vascos. Lejos del carácter peyorativo que luego se le ha querido dar, el concepto región en Azaola se define como "un área de vida en común", que lo mismo vale para Europa como región continental, que para España en tanto que eurorregión, o para la región peninsular de Vasconia. Se trata de "región como organismo con vida propia: con órganos propios para actuar, con funciones propias que desempeñar, con dimensiones lo bastante amplias y estructuras lo bastante sólidas para hacer frente a los problemas, con una opinión propia que se exprese a través de sus órganos representativos". El régimen de Franco aún perduraba, pero estaba claro para Azaola que la regionalización era una necesidad inaplazable para España, y por ende de la democracia, ya que una verdadera descentralización en un sistema autoritario carecía de todo sentido. 

### En plena Transición
Ya en plena Transición, el año 1976, aparecía la segunda parte de Vasconia y su destino bajo el epígrafe Los vascos ayer y hoy. En sus cerca de 900 páginas, Azaola repasaba la historia de Vasconia en su conjunto y abordaba geográfica, demográfica, económica y estructuralmente cada uno de los territorios (Navarra, Álava, Vizcaya, Guipúzcoa y país vasco de Francia), en un momento en que se afrontaba la recomposición territorial de España con la apertura del proceso constituyente, al cual aportaría además sus frecuentes y matizados análisis a través de periódicos españoles de difusión nacional, como El País, o local, como El Correo Español-El Pueblo Vasco, de Bilbao, o El Diario Vasco de San Sebastián. Para Azaola, el hecho foral vasco estaba entroncado con el moderno federalismo, defendiendo ardientemente los modelos federativos para el País Vasco, para España y para Europa: tres entidades diversas pero unidas por un destino común. Sobre esa base, en los artículos publicados durante la Transición, sus análisis pondrán de relieve lo que considera "graves imperfecciones inherentes al sistema de los estatutos como fórmula para establecer regímenes autónomos en el interior del Estado". De una parte, por tratarse de una fórmula vacilante que adolece de una falta de planeamiento federativo, y por otra por las serias dudas respecto a la lealtad institucional entre los poderes: "Para que España pueda articularse federativamente sin recaer en el centralismo ni provocar la disgregación del Estado, es imprescindible que los titulares del poder central sean sincera y efectivamente autonomistas, y que los de los poderes autónomos deseen verdaderamente respetar y robustecer la unidad del Estado y la solidaridad de todos los españoles. ¿Será esto posible?". 
En este sentido, Azaola se mostró un tanto crítico con el proceso de construcción autonómica, en particular con el Estatuto vasco, al que tildó de "mediocre" por haberse realizado con una metodología contradictoria que, haciendo valer los derechos históricos, no tuvo presente en su ejecución que los depositarios de tales derechos eran las diputaciones forales, a cuyas Juntas hubiera correspondido el trabajo de actualizar sus respectivos pactos forales y transferirlos a posteriori a una Comunidad Foral Vasca. Dicho de otro modo, que, siguiendo el modelo navarro, actualizasen sus fueros antes de armonizarse en una entidad supraprovincial.
Por su rigor, amplitud y solvencia, además de por las fechas en que aparecieron los dos volúmenes de Vasconia y su destino, esta obra de Azaola tuvo una gran resonancia en los medios académicos y políticos, como radiografía histórico-antropológica del País Vasco a la vez que como diagnóstico de su realidad social y política y como análisis de su posible tratamiento. Más tarde, con El País Vasco, publicado en 1988, Azaola completaría y actualizaría los análisis realizados una década antes en Vasconia y su destino, matizándolos y ahondando en ellos.

### De Friburgo a Alcalá de Henares
En 1979, José Miguel de Azaola trasladó su residencia a Friburgo (Suiza), donde continuó con su producción intelectual. Durante sus veinte años de retiro helvético escribió numerosos artículos y ensayos de temática diferente: política, historia, cultura y arte, en su mayoría relacionados con asuntos del País Vasco y publicados en diferentes medios de comunicación y divulgación españoles. Fue corresponsal del diario El Correo Español-El Pueblo Vasco en Suiza y colaborador habitual en diferentes periódicos de tirada nacional como Ya, El País y La Vanguardia.En 1982 cumplió con un encargo del Comité Olímpico Internacional para traducir al español la Carta Olímpica.
En septiembre de 1999, Azaola sufrió un infarto cerebral que dejó su salud quebrantada y su capacidad de trabajo muy disminuida. En junio de 2000 se traslada con su mujer, Pepa, a Alcalá de Henares, para estar así más cerca de algunos de sus hijos (habían tenido catorce, siete varones y siete hembras) que por entonces vivían en Madrid. En Alcalá, José Miguel de Azaola recibe en una ceremonia íntima el Premio Manuel de Lekuona, que le había sido concedido por Eusko Ikaskuntza, la Sociedad de Estudios Vascos en noviembre de 1999 como "pensador y hombre de letras vascas".
José Miguel de Azaola falleció en Alcalá de Henares (Madrid) el 8 de septiembre de 2007. Donó su cuerpo a la ciencia. Ese mismo año fue declarado "Bilbaíno Ilustre" por el Ayuntamiento de Bilbao.